# Цаган Сар
Цаган Сар, Сагаалган (монг. Цагаан сар; бур. Сагаан һара, Сагаалган; калм. Цаһан сар) — торжественный праздник монгольских народов, начало весны и Новый год по лунно-солнечному календарю.

## История праздника

### Происхождение
Праздник Цаган Сар восходит к религиозным традициям монгольских народов. Он является символом обновления человека и природы, открытости и чистоты помыслов, надежды и добрых ожиданий. Название праздника происходит от монгольских слов монг. цагаан — белый и монг. сар — месяц. «Белый месяц» изначально считался праздником молочных продуктов и отмечался осенью. В это время заканчивалось приготовление впрок молочных продуктов, которые и употребляли на праздниках. Цаган Сар представляет собой один из буддийских ритуальных праздников с элементами древнего шаманизма.

### Праздник в XIII в.
Внук Чингисхана — великий хан Юаньской династии Хубилай перенёс время празднования Нового года с осени на конец зимы под влиянием китайской астрологии. Таким образом, монгольский Цаган Сар был приурочен к началу года по двенадцатилетнему циклу. Следующим образом описывал придворный «белый праздник» его свидетель и современник Хубилая, Марко Поло:
Год у них начинается в феврале; великий хан и все его подданные празднуют вот как: по обычаю все одеваются в белое, и мужчины и женщины, всякий как может. Белая одежда почитается у них счастливой, поэтому они и делают это, одеваются в белое, чтобы во весь год было счастье и благополучие… Приносят ему большие дары… чтобы во весь год у великого хана богатства было много и было бы ему радостно и весело. Скажу вам ещё, князья и рыцари, да и весь народ друг другу дарят белые вещи, обнимаются, веселятся, пируют, и делается это для того, чтобы счастливо и по добру прожить весь год.
В этот день, знайте ещё, дарят великому хану более ста тысяч славных и дорогих белых коней. В этот же день выводят пять тысяч слонов под белыми, зверями и птицами вышитыми, попонами; у каждого слона на спине по два красивых и дорогих ларца, а в них посуда великого хана и богатая сбруя для этого белого сборища. Выводят еще многое множество верблюдов; они также под попонами и навьючены всем нужным для дара. И слоны, и верблюды проходят перед великим ханом, и такой красоты нигде не видано!
 
…А когда великий государь пересмотрит все дары, расставляются столы, и все садятся за них… А после обеда приходят фокусники и потешают двор, что вы уже прежде слышали; когда все это кончится, идут все к себе домой.
После изгнания монголов из Китая в XIV веке традиция празднования Цаган Сара в конце зимы была принесена собственно в Монголию. Таким образом, название праздника — «белый» — утратило своё изначальное «молочное» значение, и приобрело более общий смысл. В названии «белый месяц» нашла отражение цветовая символика, общая для монголоязычных народов, согласно которой белый цвет — символ святости и чистоты — ассоциируется со счастьем и благополучием.

### Буддийские традиции празднования
С началом широкого распространения тибетского буддизма в среде монгольских народов в XVII веке монгольский Цаган Сар включил в себя буддийские ритуалы и мифологию.

#### Ритуалы
Основным императивом всей буддийской обрядности, связанной со встречей нового года, было избавление от всех грехов, накопленных в предыдущем году. Центральным ритуалом до сих пор остаётся покаянный однодневный пост (тиб. соджонг), сопровождаемый церемонией сожжения «сора» — чёрной пирамидки, символизирующей накопленное зло, подносимое в жертву духам местности. Ритуалы первых двух недель нового месяца связаны, во-первых, с чествованием новолетия, а во-вторых — с «пятнадцатью великими чудесами» Будды Шакьямуни и его победами над шестью учителями-иноверцами. 

#### Популярная мифология
Буддийская популярная мифология связывает праздник Цаган Сар, — начало весны — с именем буддийского божества-дхармапалы, богини Балдан Лхамо. Согласно легенде, каждый год после очередной победы над мангусами и спасения солнца, проглоченного владыкой ада Ямой (монг. Эрлэг номын хаан), она спускается на землю, согревает её своим теплом, и начинается весна. Отступают холода, уходит зимняя бескормица, начинается новый сезон в хозяйственной деятельности скотоводов. Они подсчитывают убытки, принесенные зимой, и радуются приближению теплого времени года.
Образ гневной буддийской богини иногда соседствует с образом Белого Старца (монг. Цагаан өвгөн), традиционным буддийским воплощением плодородия и долголетия.

### Праздник в Новое время
С XIX века, с усвоением григорианского календаря, Цаган Сар в Калмыкии не праздновался именно как начало календарного года, однако у волжских калмыков, откочевавших в 1771 году из Российской империи, сохранилась традиционная обрядность: их потомки, живущие в Синьцзяне (КНР), отмечают Цаган Сар как Новый год. Укреплению новогоднего характера весеннего торжества способствовало то, что у китайцев традиционный Новый год справляется примерно в то же само время.

### Праздник в новейшее время
В 1930-х годах празднование Цаган Сара в СССР было запрещено. Возрождение традиций празднования произошло только в послевоенное время, статус народного праздника был получен только в 1990 году.
Сегодня первый день Сагаалгана в республике Бурятия и Забайкальском крае, а также территориях Агинского Бурятского округа и Усть-Ордынского Бурятского округа является выходным днём.
Согласно Закону Республики Калмыкия от 13 октября 2004 г. N 156-III-З «О праздничных и памятных днях в Республике Калмыкия» праздник Цаган Сар является национальным праздником Калмыкии.
Согласно Закону Республики Тыва от 3 февраля 1999 года № 143 «О праздничных днях Республики Тыва» празднику Шагаа (Новый год по лунному календарю) присвоен статус «народного праздника», его дата проведения ежегодно устанавливается постановлением Верховного Хурала (парламента) Республики Тыва в соответствии с восточным лунным календарём.
Государственное собрание Республики Алтай 1 февраля 2013 года внесло поправки в закон «О праздничных и памятных днях, юбилейных датах в Республике Алтай». В соответствии с поправками праздник наступления Нового года и смены символа года по лунному календарю Чага Байрам объявляется нерабочим.
В 2011 году праздник был номинирован в списке нематериального культурного наследия ЮНЕСКО.

## Традиции и обряды празднования

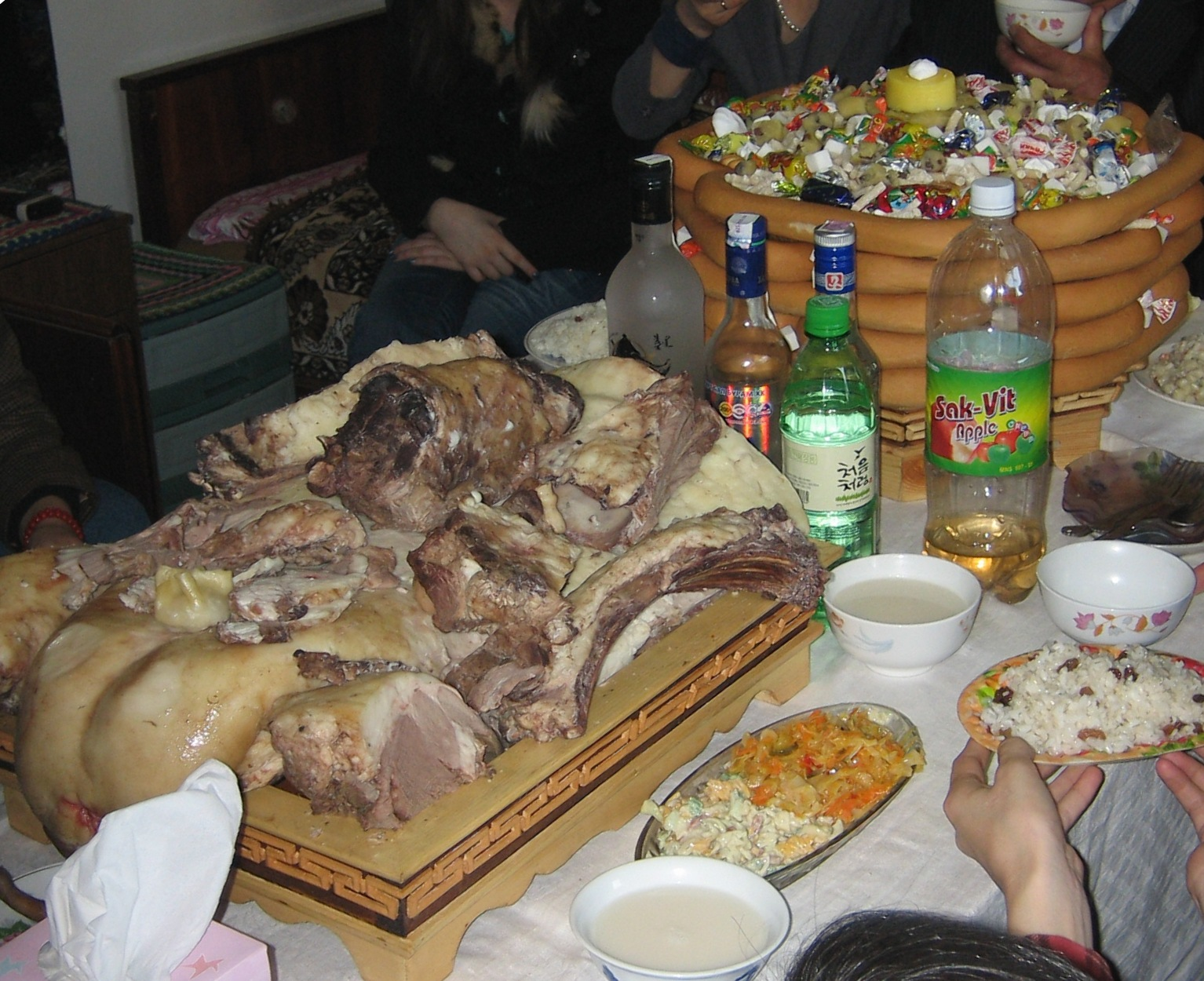
Мясо и сладости — современные угощения в праздник Цаган Сар

К торжествам готовились заранее, резали впрок скот, поскольку непосредственно в дни праздника это делать запрещалось. Празднование происходило в каждом доме. Развешивали на веревке новые наряды, перетряхивали всю одежду. Варили мясо — баранину, говядину или конину, готовили буузы.

### Обрядовое взаимное приветствие
Традиционное приветствие было важным ритуалом, с которым обращались друг к другу два встретивших в этот день человека. Значение этого приветствия так велико и продолжительность его действия так длительна, что, к примеру, тувинцы могли не здороваться целый год, аргументируя это тем, что в Белый месяц они уже поздоровались.
Калмыки при встрече спрашивали: «Благополучно ли вышли из зимовки члены и домашний скот?». Произнесение этих слов сопровождалось специальными жестами, в зависимости от пола и возраста здоровающихся. Монголы, буряты и тувинцы во время Белого месяца делали следующий жест: младший старшему (женщина мужчине, если они ровесники) протягивает обе руки ладонями вверх, старший кладет в них сверху свои руки ладонями вниз, младший поддерживает старшего под локти. В этом жесте — и уважение, и обещание, в случае необходимости, помощи и поддержки. Калмыки аналогичные приветственные жесты делали иначе. Младший протягивал старшему обе руки. Старший подавал ему одну правую. Младший охватывал её своими руками с двух сторон. Оба склоняли головы в небольшом поклоне. Старший мог подать обе руки, в этом случае двое делали совершенно одинаковые жесты, обхватывая правые руки друг друга. Этим жестом могли приветствовать равных по возрасту. Женщина в этом приветственном жесте обязана была максимально опустить рукава вниз, чтобы полностью спрятать в них кисти рук. В чужом доме поздравление производилось следующим образом: приветствующий становился на правое колено, подносил сложенные ладони ко лбу и произносил традиционное приветствие: «Благополучно вышли из зимы!».

### Хождение в гости
Хождение в гости — непременная составляющая праздника Цагаан сар. Даже живущие далеко в эти дни приезжали для встречи с роднёй. Существовали определённые нормы: очередность визитов, характер подарков зависели от положения человека. Посещали своих родителей, родственников по матери — они всегда пользовались особым почитанием; невестки приходили в дом родителей мужа с детьми для поклонения родовым предкам и покровителям. Непременным элементом праздничных даров являлась связка борцоков.

### Подарки
Традиционный ритуальный подарок — национальное мучное блюдо «борцок». Борцоки готовили из сдобного пресного теста и жарили в кипящем жире. Из них составляли наборы — для подношения «первой порции» Буддам, а также подарочные — для вручения родным во время праздничных визитов. Форма борцоков, включенных в наборы, имела символическое значение: фигурки в виде животных выражали пожелание приплода соответствующего скота; в виде повода — удачу. Так, борцоки «хуц», вылепленные в виде фигурки барана, означали пожелание большого приплода этого вида скота и отражали в какой-то степени древний обряд жертвоприношения животными, то есть заменяли реальную жертву её изображением. Аналогичную роль выполняли борцоки «кит», форма которых напоминала часть конских внутренностей, и борцоки «өвртэ тохш», символизировавшие крупный рогатый скот. Борцоки «мошкмр» — кручёные, напоминающие национальное блюдо из вареных бараньих внутренностей, мелкие «хорха» (буквальный перевод: насекомые). Борцоки «джола», изображающие повод, должны были призвать бесконечную удачу. А поднося борцок «шошхр», выражали пожелание жить единой семьей, а также иметь защиту с врагов.

### Подношения
Ранним утром в день праздника совершался обряд кропления (калм. зулг оргх): переступив порог дома, хозяин кропил вокруг первой чашкой свежесваренного чая в качестве подношения предкам и Белому старцу. Борцоки в виде солнца и лотоса использовались для символического подношения бурханам. Среди донских калмыков особенно любим был вид борцоков «бурхан зала», или «цацг», в виде кисточки, символизировавших лотос. Его ставили в вершине «Дееджи боорцг». Борцоки в виде солнца — крупные лепешки, называющиеся в одних этнических группах «хавтха», в други — «целвг». «Хавтха» — цельная лепешка с защипами по краям или с четырьм отверстиями в центре, у борцоков «целвг» края ровные, а по окружности их радиально располагаются небольшие отверстия. «Хавтха» или «целвг» готовили в первую очередь и неизменно ставили в качестве дееджи. Помещали в этот набор и все остальные вышеперечисленные борцоки.

## Дниноволуния— кануна Цаган Сар-Сагаалган — с2000по2099
| 05.02.00 | 22.02.01 | 12.02.02 | 01.02.03 | 20.02.04 | 09.02.05 | 29.01.06 | 18.02.07 | 07.02.08 | 24.02.09 |
| 14.02.10 | 03.02.11 | 21.02.12 | 10.02.13 | 31.01.14 | 19.02.15 | 08.02.16 | 26.02.17 | 16.02.18 | 05.02.19 |
| 23.02.20 | 12.02.21 | 01.02.22 | 20.02.23 | 10.02.24 | 01.03.25 | 17.02.26 | 06.02.27 | 24.02.28 | 13.02.29 |
| 03.02.30 | 21.02.31 | 11.02.32 | 31.01.33 | 19.02.34 | 08.02.35 | 26.02.36 | 15.02.37 | 04.02.38 | 22.02.39 |
| 12.02.40 | 01.02.41 | 20.02.42 | 10.02.43 | 30.01.44 | 17.02.45 | 06.02.46 | 24.02.47 | 14.02.48 | 02.02.49 |
| 21.02.50 | 11.02.51 | 01.02.52 | 19.02.53 | 08.02.54 | 26.02.55 | 15.02.56 | 04.02.57 | 22.02.58 | 12.02.59 |
| 02.02.60 | 19.02.61 | 09.02.62 | 29.01.63 | 17.02.64 | 05.02.65 | 24.02.66 | 14.02.67 | 03.02.68 | 21.02.69 |
| 11.02.70 | 31.01.71 | 19.02.72 | 07.02.73 | 26.02.74 | 15.02.75 | 05.02.76 | 22.02.77 | 12.02.78 | 02.02.79 |
| 20.02.80 | 09.02.81 | 29.01.82 | 17.02.83 | 06.02.84 | 24.02.85 | 14.02.86 | 03.02.87 | 22.02.88 | 10.02.89 |
| 30.01.90 | 18.02.91 | 07.02.92 | 25.02.93 | 15.02.94 | 05.02.95 | 23.02.96 | 12.02.97 | 01.02.98 | 19.02.99 |